# Эйнике, Людвиг
Людвиг Эйнике (1904—1975) — немецкий коммунистический политик. Антифашист.

## Биография
Родился в рабочей семье. Обучался профессии плотника. С молодости занимался политической деятельностью. В 1918—1919 годах — член Независимой социал-демократической партии Германии. В 1920—1928 годах — член Коммунистической молодежной ассоциации Германии (KJVD).
Был одним из организаторов местной группы KJVD в Нордхаузене, в 1920—1924 годах — первый секретарь городской организации КПГ Нордхаузена. В 1920-х годах отбывал несколько тюремных заключений за незаконную политическую деятельность и участие в запрещённых демонстрациях. Член Межрабпома и Революционной профсоюзной оппозиции.
Незадолго до захвата власти национал-социалистами руководство компартии Германии направило Людвига Эйнике на учёбу в СССР. В 1932—1934 годах он обучался в Международной ленинской школе в Москве.
После возвращения в Германию занимался организацией коммунистического сопротивления нацистам. В 1934—1935 годах работал нелегально консультантом Центрального комитета KJVD в районах Берлина и Гамбурга.
В 1935 году гестапо арестовало Л. Эйнике за «подготовку к государственной измене». Отбыв трехлетний срок тюремного заключения, он был перевезен в концентрационный лагерь Эмсланда, затем в Бухенвальд. Оттуда СС в 1941 году отправило его в концентрационный лагерь Майданек, затем в Освенцим и, наконец, в концентрационный лагерь Маутхаузен, откуда он был освобожден американцами 5 мая 1945 года.
После окончания войны Л. Эйнике переехал в Берлин и начал успешную карьеру в СЕПГ. В 1953 году окончил Высшую партийную школу им. Карла Маркса.
Работал министром образования Саксонии-Ангальта. С 1953 года Людвиг Эйнике — сотрудник Института Маркса-Энгельса-Ленина-Сталина в Берлине (позднее: Институт марксизма-ленинизма ЦК СЕПГ). С 1962 года — заместитель генерального директора Государственной библиотеки ГДР в Берлине.
Депутат Народной палаты ГДР.
Был членом исполнительного комитета борцов антифашистского сопротивления ГДР и главой общества узников концлагеря Маутхаузен.
До 1989 года школа в Нордхаузене носила имя Людвига Эйникеса. По инициативе Ассоциации лиц преследовавшихся при нацистском режиме в ноябре 2005 года на здании школы была открыта мемориальная доска в честь Людвига Эйнике.